# Defensor Mayta Cápac
El Club Defensor Mayta Cápac es un club de fútbol peruano, con sede en la ciudad de El Carmen, provincia de Chincha, en el departamento de Ica. Fue fundado en 1975, participó en la Segunda División del Perú en los años 1980 y actualmente juega en la Copa Perú.

## Historia
El club Defensor Mayta Cápac fue fundado el 20 de diciembre de 1975 en El Carmen, provincia de Chincha. Lleva ese nombre por su origen en la Cooperativa Agraria Mayta Cápac, ubicada también en El Carmen.
En la Copa Perú 1981 superó en la Etapa Regional a Atlético Independiente de Cañete y Atlético Ayacucho del Callao. Tras superar en la primera fase de la Etapa Nacional a Santa Rosa de Huánuco y Barcelona de Surquillo, clasificó junto a Juventud La Palma al hexagonal final, jugado en el Estadio Nacional de Lima, donde además enfrentó a Atlético Grau, Deportivo Garcilaso, Sportivo Huracán y Universidad Técnica de Cajamarca. Tras obtener dos triunfos (ante Garcilaso y Huracán) en las tres primeras fechas se ubicó en segundo lugar pero en la fecha siguiente la derrota ante Grau y la posterior victoria de UTC hizo que los cajamarquinos lograran el título. Terminó la Finalísima en el cuarto lugar con dos triunfos y tres derrotas.
Fue uno de los equipos invitados a tomar parte de la reaparecida Segunda División Peruana 1983 donde terminó a mitad de tabla. Participó en la Segunda División hasta 1985 cuando perdió la categoría regresando a la Copa Perú. Participó en la Etapa Regional de la Copa Perú 1986 donde fue eliminado al terminar tercero en la Región IV detrás de Deportivo CITEN y Félix Donayre.
En 2009 fue subcampeón provincial detrás de Juventud Media Luna y clasificó a la Etapa Departamental. Fue eliminado en la semifinal de la Departamental por Olímpico Peruano de Santiago. Al año siguiente fue campeón provincial de Chincha y retornó nuevamente a la Etapa Departamental. En esa fase fue eliminado en cuartos de final por Joe Gutiérrez de Pisco.
En 2012 fue nuevamente campeón provincial de Chincha y clasificó a la Etapa Departamental donde fue eliminado en primera fase por Deportivo Puquio.

## Datos del club
- Temporadas en Segunda División: 3 (1983, 1984 y 1985)

## Entrenadores
- Martín Dall´orso (2009)

## Palmarés

### Torneos regionales
| Competición regional              | Títulos                       | Subcampeonatos                |
| --------------------------------- | ----------------------------- | ----------------------------- |
| Liga Departamental de Ica (1/0)   | 1980.                         |                               |
| Liga Provincial de Chincha (3/1)  | 1980, 2010, 2012.             | 2009.                         |
| Liga Distrital de El Carmen (5/5) | 1980, 2010, 2017, 2018, 2023. | 2009, 2012, 2014, 2015, 2016. |